# الای مک‌لاود
آلای مک‌لاود (انگلیسی: Ally MacLeod; ۲۶ فوریهٔ ۱۹۳۱ – ۱ فوریهٔ ۲۰۰۴) بازیکن و مربی فوتبال اهل اسکاتلند بود.
از باشگاه‌هایی که در آن بازی کرده‌است می‌توان به باشگاه فوتبال سنت میرن، باشگاه فوتبال ایر یونایتد، باشگاه فوتبال بلکبرن روورز، و باشگاه فوتبال هیبرنین اشاره کرد.